# Vorwärts Stadion
Il Vorwärts Stadion, noto anche come EK Kammerhofer Arena, è uno stadio polivalente a Steyr, in Austria. Viene utilizzato principalmente per le partite di calcio ed è lo stadio di casa del Sportklub Vorwärts Steyr. Lo stadio può ospitare 6.000 persone ed è stato costruito nel 1986.